# 시노페 (위성)
시노페(Sinope, /sɪˈnoʊpi/ )는 세스 반스 니컬슨이 릭 천문대에서 1914년에 발견한 목성의 역행하는 불규칙 위성이고 이름은 그리스 신화의 시노페에서 따왔다.
시노페는 1975년까지 현재의 이름을 받지 못했다. 그 전에는 간단하게 목성 IX로 알려졌고 1955년에서 1975년까지 "하데스"라고 부르기도 했다.
시노페는 2000년에 메가클리테가 발견되기 전까지 알려진 목성의 위성 중 가장 멀리 있는 위성이었다. 현재 목성에서 가장 먼 거리에 있는 위성은 S/2003 J2이다.

## 궤도
시노페의 궤도는 목성에서 엉뚱하고 많이 기울어진 역행하는 궤도이다. 이는 2000년 1월의 궤도적 요소이고, 그 궤도는 태양과 행성의 섭동때문에 계속해서 바뀌고 있다. 가끔씩 파시파에 그룹에 속한다고 믿기도 했지만, 주어진 평균 기울기와 다른 색깔에 의해 시노페가 독립적으로 포획되었고, 그 그룹의 기원이 일치하지 않는 관계가 없는 독립적인 것이 될 수 있었다.
시노페는 파시파에와 같이 오랫동안 목성과 영년광도함수에 있다고 알려졌다. 그러나 시노페는 동조에서 빠질 수 있고 동조하고 안 하는 107년의 주기를 가졌다.

## 물리적 특성
시노페의 지름은 대략 38 km이다.(반사율 0.04로 추정됨) 그 위성은 회색인 파시페와는 달리 붉은 색(색 지수 B-V=0.84, R-V=0.46)이다.
적외선 스펙트럼은 D타입 소행성과 비슷하고 파시페와는 다르다. 이 물리적 요인의 차이는 다른 그 그룹의 핵심 위성들과 다른 기원을 가진다고 추측된다.

## 같이 보기
- 불규칙 위성
- 천체력 IAU-MPC NSES